# Jenůfa
Jenůfa, JW I/4, és una òpera en tres actes de Leoš Janáček sobre un llibret en txec del mateix compositor, basat en l'obra de teatre Její pastorkyňa de Gabriela Preissová (nom amb el què es coneix l'òpera a la República Txeca, en català La seva filla adoptiva). Va ser estrenada al Teatre Nacional de Veveří de Brno, el 21 de gener de 1904.

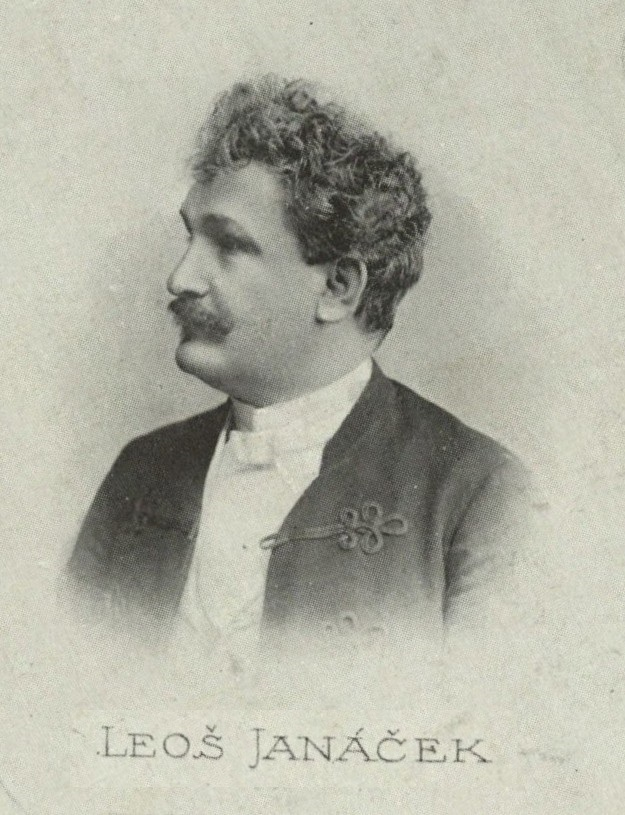
Leoš Janáček

Jenůfa  és un esgarrifós drama rural que condensa, amb desolació i realisme, qüestions com l'infanticidi, l'engany, la crueltat social per la condemna moral, els dogmes religiosos, els forts codis d'honor, la gelosia -el preludi es titula així-, l'alienació que encoratja un suposat assassinat “compassiu”, la redempció i esperança d'un futur millor.

## Origen i context

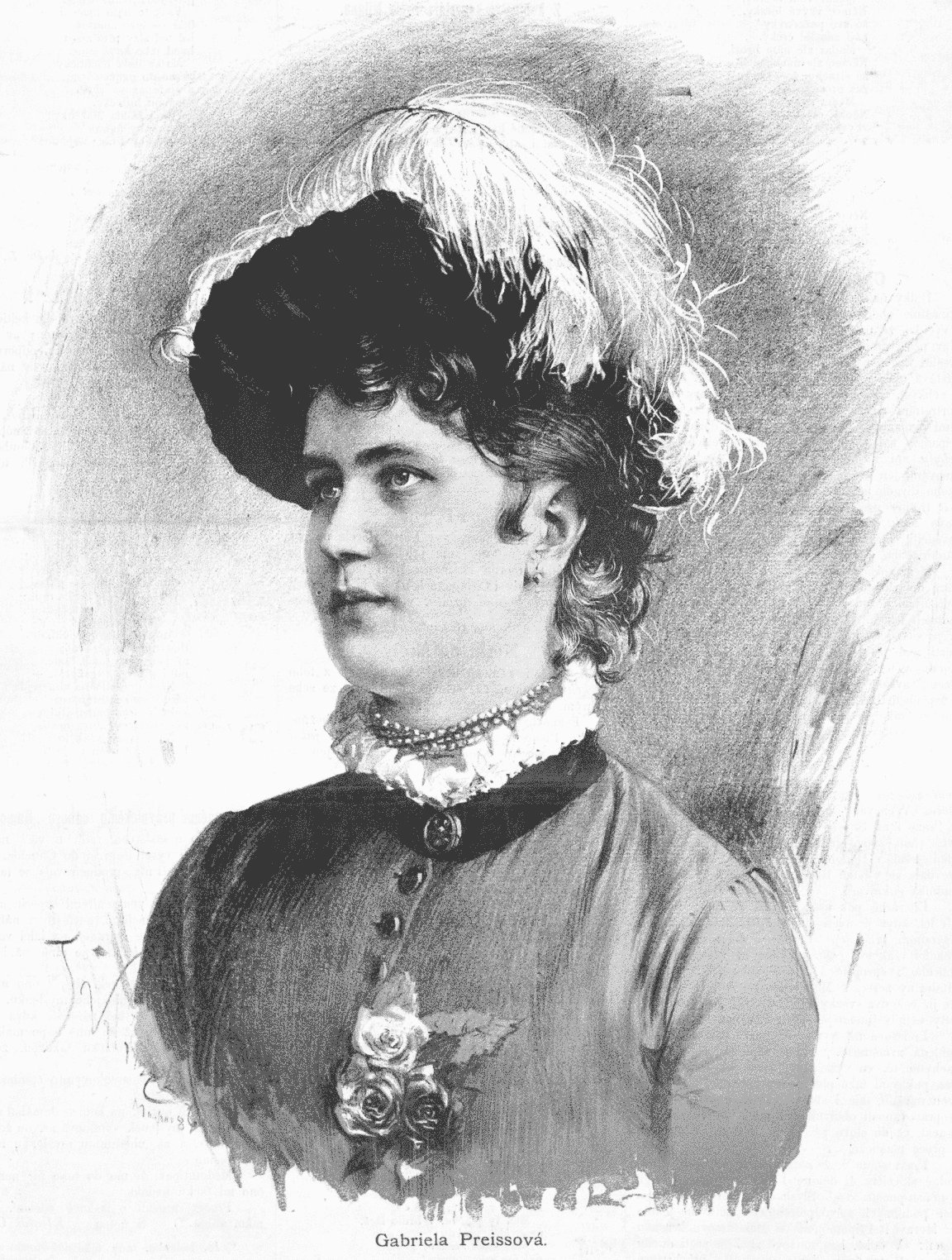
Gabriela Preissová va escriure Její pastorkyňa, en el qual es basa el llibret de l'òpera

Janáček va escriure Jenůfa entre l'any 1896 i 1903, basant-se en el llibret de l'escriptora Gabriela Preissová (1862-1946), de la qual ja havia musicat L'inici d'un romanç i a qui considerava
una de les escriptores més interessants del món literari moravià, al qual ell pertanyia com a natural de Hukvaldy, prop de Brno. Brno sempre havia sigut la segona ciutat, a uns dos-cents quilòmetres a l'est de Praga, en un país anomenat Moràvia. Janáček estava lligat a les llegendes i la música de la gent, encara aferrada a l'autenticitat preindustrial. En el desenvolupament musical de Janáček va ser molt important créixer en aquest ambient de Moràvia, menys desenvolupada i més provincial que la Bohèmia de Praga, que sempre havia rebut més influencia de l'imperi austrohongarès.
Janáček es va familiaritzar per primera vegada amb la trama de Preissová quan va veure l'obra el 1892 a Brno. Ja s'havia representat a Praga el 1890 i en tots dos casos va despertar molt debat. Fascinat pel tema, va escriure l'obertura La gelosia, inicialment com una introducció a l'òpera; tanmateix, més tard Janáček la va excloure i la va considerar una obra independent. Però es va decidir finalment per compondre una òpera basada en aquest text i, de fet, seria el primer compositor a musicar una òpera amb un text en prosa que ell mateix va adaptar reduint-ne la durada total. Va arribar a aquesta decisió emprant un enfocament compositiu completament nou gràcies a la seva investigació sobre l'expressió i la melodia de la parla humana, els sons de la qual va anotar com a "melodies de parla", com ell mateix les va anomenar. Janáček estava convençut que era objectivament possible gravar el discurs de la gent utilitzant notes musicals tot reflectint l'estat psicològic de l'individu i l'estat d'ànim del moment. Va començar a escriure aquestes melodies de parla l'any 1897 i va continuar fent-ho durant la resta de la seva vida. Entre les més de quatre mil anotacions també trobem les melodies de sons quotidians com d'animals o domèstics.
La gestació de Jenůfa va ser lenta i escrita en dues etapes. Janáček va compondre l'òpera entre 1896 i 1897, però aquesta versió probablement és incompleta i no ha sobreviscut. S'hi va tornar a posar, ara ja per completar-la, entre 1899 i 1903. Però aquest cop va ser en circumstàncies molt doloroses: el seu fill petit, Vladímir, havia mort a una edat primerenca uns quants anys abans, però la seva estimada filla Olga va emmalaltir per morir uns mesos abans del seu vint-i-un aniversari després de molts dies d'un gran dolor i pocs dies abans que Janáček acabés l'òpera. Tal com va dir el compositor en les seves memòries:
| « | Lligaria a Jenůfa amb el llaç negre de la llarga malaltia, el dolor i el sospir de la meva filla Olga i el meu petit Vladímir. | » |
| — Janáček, Ressenya del disc enregistrat per la Wiener Philharmoniker dirigida per Charles Mackerras | |   |

Una teràpia personal que a Janáček li va servir per curar el dolor per la mort de la seva filla, a qui dedica aquesta òpera. El mateix compositor ho explicava, el 1917, en una carta:
| «                                                                      | Vaig començar a compondre Jenůfa el 1896. Per a mi, en aquells dies, el temps per a compondre era temps robat! Era mestre de cor i organista, professor de música de l'Escola de Pràctiques dels Mestres, director de l'Escola d'Orgue i director dels concerts de l'Associació filharmònica ... i tenia una filla que se'm moria a casa; aquesta era la meva vida! Certament, em resultava difícil de compondre, i, per això, va sortir lentament. | » |
| — Janáček, Llibret de la representació al Liceu la temporada 1889-1990 | |   |

Janáček sabia que perquè una òpera txeca tingués fama havia de ser estrenada al Teatre Nacional de Praga o, si més no, representada a la capital per tal d'aconseguir el reconeixement internacional. A partir s'entrava en el repertori internacional per una porta alemanya, normalment per Viena. Aquesta havia estat per exemple la ruta de la Prodaná nevěsta de Smetana o Rusalka de Dvořák. Però se li va denegar amb l'explicació que l'òpera no era apta per a la representació en un escenari principal txec. Karel Kovařovic, el director d'aquest teatre, va anar rebutjant totes les súpliques de Janáček durant molt de temps, fos per motius personals o per una aversió genuïna a una òpera tan diferent de les que generalment eren acceptades en aquella època. Els motius personals vindrien de quan Janáček es guanyava la vida fent de crític a la revista musical Hudební listy i en una d'aquestes crítiques va deixar malament una òpera de Kovařovic, fet que aquest mai va oblidar.

El director del Teatre Nacional de Praga, Gustav Schmoranz, va escriure a Janáček el 28 d'abril de 1903: 
| «                                                                    | Lamento sincerament que no puguem acceptar la vostra òpera per a la representació. Ens agradaria que el vostre treball es trobés a l'escenari amb total èxit per a vosaltres i per a nosaltres, però temem que la vostra obra no tindria aquest tipus d'èxit. Tornem tant la partitura completa com la partitura piano-vocal. | » |
| — Schmoranz, Příběh Janáčkovy. Její pastorkyně Jenůfa. Jiří Zahrádka | |   |

## Representacions

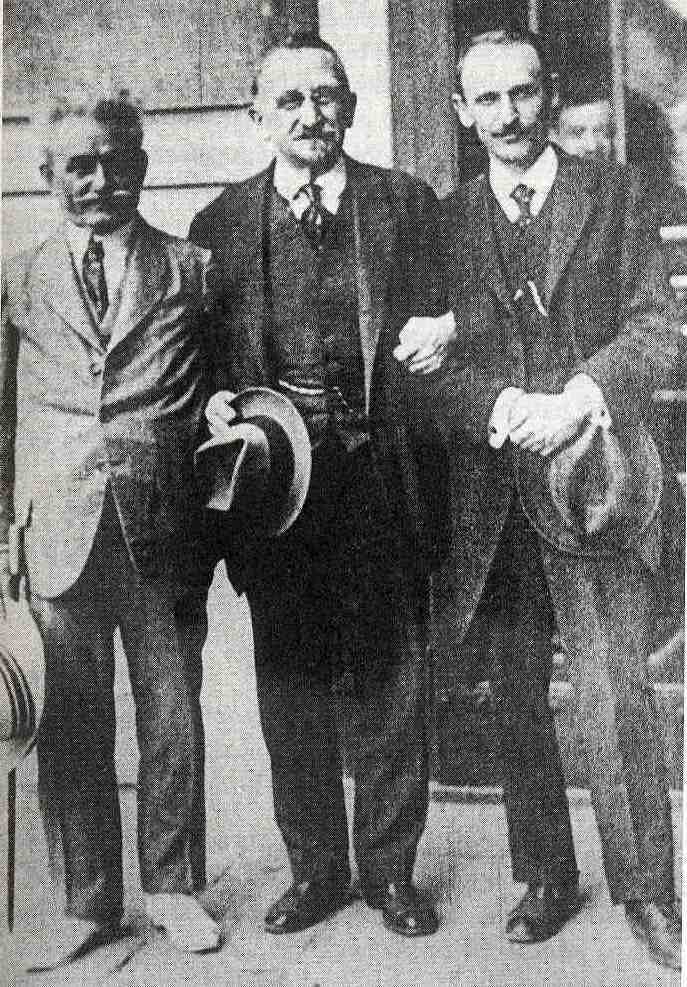
Janáček i els directors d'orquestra Karel Kovařovic i Jan Kunc

L'estrena, amb el nom Její pastorkyňa (La seva filla adoptiva), tal com es coneix encara a la República Txeca, va ser el 21 de gener de 1904 al Teatre Nacional de Veveří de Brno, sota la direcció de Cyril Metoděj Hrazdira, alumne de Janáček. Malgrat els escassos recursos i una petita orquestra de vint músics (l'arpa, el clarinet baix i el corn anglès es van haver d'ometre), l'acollida, segons molts testimonis contemporanis, va ser realment magnífica. La crítica va ser molt positiva als diaris de Brno i més aviat negativa en els de Praga. Però el públic assistent va quedar entusiasmat com ho demostra aquest relat:
| « | Ahir el mestre Janáček no només va ser objecte d'entusiastes ovacions al teatre, sinó que també es va celebrar al Besední dům. En el seu camí del teatre cap al centre cultural, el públic va formar una guàrdia d'honor i va esperar impacient al mestre. Quan es van començar a rebre corones i rams, la curiositat va augmentar. Tan bon punt el mestre va aparèixer amb el director Hrazdira i els cantants, el públic va aplaudir el mestre Janáček i va acompanyar el compositor fins al Besední dům. | » |

Leopoldina Hanusová, l'estrella en aquell moment s Brno, es va distingir en el personatge de Kostelnička, el paper de Laci va ser assumit pel tenor que llavors també era el director del teatre Alois Staněk Doubravský, i el paper de Števa el va cantar el jove tenor Bohdan Procházka, que després assoliria l'èxit sota el nom de Theodor Schütz al Teatre Nacional de Praga i a Viena.
A Brno hi va haver vuit representacions més, la darrera el 7 de febrer de 1905, i durant aquest període també es va poder veure a České Budějovice i a Písek.

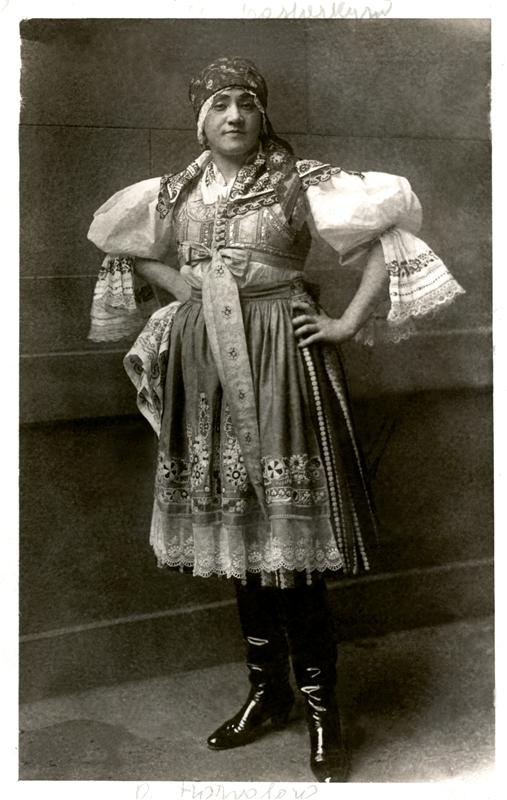
Gabriela Horvátová a l'estrena a Praga de Jenůfa (1916)

Mentre anava intentant estrenar l'òpera a Praga, Janáček es va enfocar cap a Viena i va escriure a Gustav Mahler, llavors director artístic de la Hofoper, tot convidant-lo a una actuació el desembre de 1904. Tot i que Mahler va néixer a Kaliště i es va criar a Jihlava, i havia sigut un gran defensor dels compositors txecs, va respondre amablement que tenia «negocis importants» a Viena. Així i tot, li va demanar a Janáček que li enviés una partitura per a piano vocal amb una traducció a l'alemany. Com que Janáček no tenia ni una traducció ni una partitura per a piano vocal publicada, va li va enviar res.
Antoš J. Frýda, el director del Teatre Nacional Txec, va demanar al compositor una nova posada en escena novament sota la batuta de Hrazdira, que havia dirigit fins llavors totes les representacions, i a la vegada li va suggerir alguns retalls que ajudarien a augmentar l'impuls dramàtic. Janáček va accedir i va fer la primera revisió substancial de l'obra, sent el retoc més important eliminar l'ària de Kostelnička Aji on byl zlatohřivý. Finalment, la reestrena del que es coneix com la versió Ostrava va ser el 25 de setembre de 1906 a Ostrava amb la presència del compositor, amb dues actuacions més a Brno i a Olomouc.
Janáček va revisar de nou la partitura de manera molt més extensa a finals del mateix any amb la intenció de rebaixar la música provinent del folklore així com el color verista. Concretament, va modificar i escurçar els dos primers actes, va afegir instrumentació addicional, va atenuar la repetició i va escurçar una part de l'escena de Laca en el segon acte quan es culpa a si mateix de ser el culpable de la desgràcia de Jenůfa. El 31 de gener de 1911, Rudolf Pavlata la va dirigir de nou a Brno, amb un total de cinc representacions. El 25 de març de 1913 es tornà a posar en escena, aquest cop dirigida per Josef Winkler. Amb tot, el Teatre de Brno només va aconseguir dinou representacions en nou anys. Estava clar que si l'òpera havia d'atreure un públic més ampli, necessitava la posada en escena de la millor companyia txeca de l'època, el Teatre Nacional de Praga. Però Kovařovic es va mantenir obstinat.

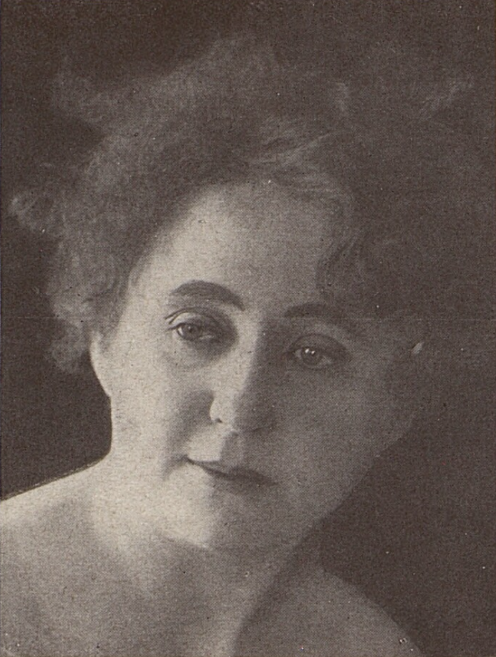
Marie Calma va ajudar a la reconciliació de Janáček i Kovařovic

Va ser durant la Primera Guerra Mundial que la sort de Janáček va canviar, en part gràcies a la mediació dels seus amics, el doctor František Veselý i de la seva dona, la cantant Marie Calma-Veselá, que van aconseguir trobar una ruta fins a Kovařovic a través del seu amic i llibretista Karel Sípek. Tant Janáček com Kovařovic eren clients del balneari que els Veselý regentaven a Luhačovice. Calma-Veselà li va cantar en privat els principals números musicals al director que finalment va apreciar l'interès de Jenůfa. Es va organitzar una reunió entre els dos antagonistes i es va maniobrar amb èxit una reconciliació. Fins i tot es va dir que Janáček i Kovařovic es van abraçar, però en tot cas aquest últim va acceptar posar Jenůfa al Teatre Nacional de Praga amb ell mateix dirigint les representacions.
Van haver de passar dotze anys per veure-la muntada, el 26 de maig de 1916, al Teatre Nacional de Praga, però la Primera Guerra va impedir la seva difusió. Janáček, que ara tenia seixanta anys, gairebé no podia creure que Jenůfa havia estat finalment acceptada a Praga, això sí després d'haver estat sotmesa a una revisió molt forta, amb retallades i reescriptures per part de Kovařovic, que l'autor es va veure obligat a acceptar. Kovařovic va oferir a Jenůfa una brillantor romàntica tardana i va augmentar l'apoteosi final fins a una conclusió canònica impressionant, amb les trompes responent a les trompetes mentre Jenůfa i Laca marxen per trobar el seu futur. D'aquesta manera Jenůfa va conquerir no només Praga el 1916 sinó també el món.
La reescriptura de Kovařovic, un orquestrador consumat, que alleugerava i augmentava l'orquestració de Janáček per alinear-la amb els gustos de l'època, va ajudar a l'èxit internacional inicial de l'obra, més en la línia de Richard Strauss. Tot i que Janáček va rebutjar públicament l'orquestració de Kovařovic el 1923, quan Universal Edition va publicar la partitura completa de Jenůfa el 1918 i va imprimir una edició revisada el 1969, l'orquestració original de Janáček i la música tallada van ser completament ignorades. D'aquesta manera, va ser la versió de Kovařovic la que es va interpretar durant gairebé vuitanta anys.
La Sagristana original de Praga, Gabriela Horvátová, només tenia 39 anys, però ja havia cantat una àmplia gamma de papers. A diferència de Sagristanes més recents, que solen vestir de negre, Horvátová portava un vestit regional colorit, amb una armilla brodada i una faldilla d'encaix. Janáček, que li va atribuir l'èxit de la producció de Praga, va començar una relació amb ella.

Maria Jeritza cap al 1920

De totes maneres, per a Janáček, l'estrena de l'òpera a Praga el 1916 va marcar l'inici de la seva reputació tant a casa com a l'estranger. L'escriptor Max Brod, entusiasmat per l'obra, la va traduir a l'alemany (pertanyia a una burgesia alemanya de Praga molt independent i molt barrejada amb elements jueus, en què cal incloure, a més de molts altres noms d'importància, a Rilke i a Kafka). A partir d'aquest moment, Brod es converteix en un dels més decidits defensors de Janáček. Amb aquesta versió, l'òpera (amb el títol de Jenůfa, amb el qual es coneix a les regions de parla alemanya i internacionalment) va arribar el febrer de 1918 a l'Òpera de Viena amb la famosa soprano Maria Jeritza (també oriünda de Brno i a la qual Janáček va apreciar i valorar especialment). Amb la seva primera producció en llengua estrangera es va difondre ràpidament el prestigi del compositor que ja tenia 64 anys. A partir d'aquí hi haurà una productiva col·laboració entre Janáček, Brod i Universal Edition que portarpa a que totes les òperes posteriors de Janáček siguin publicades per Universal en txec i en alemany.
A la mort de Janáček el 1928, Jenůfa havia vist més de setanta produccions diferents, sobretot al món de parla alemanya, que va mantenir l'admiració per aquesta obra eslava fins i tot durant la Segona Guerra Mundial. En altres llocs la popularitat va arribar més lentament. Al Metropolitan Opera de Nova York ho va fer el 1924 cantada en alemany, amb Jeritza en el paper principal i Margarete Matzenauer com a Kostelnicka, sota la batuta d'Artur Bodanzky. La majoria de crítiques van ser salvatges:
| «                                               | Però no us penseu que Jenufa sigui la pitjor òpera que hem escoltat mai ... L'inoblidable Mona d'Horatio Parker, el Cyrano de Bergerac de Walter Damrosch, El jueu polonès de -qui el va escriure?- van ser incommensurablement pitjors. De fet, ara que hem començat a catalogar, podem pensar en una puntuació molt pitjor i Jenufa és bastant pitjor. | » |
| — Críica d'Irving Weil per a l'Evening Journal. | |   |

| «                                             | Una col·lecció més completa d'indesitjables i increïbles mai no havia aparegut a l'òpera ... Janáček ha escrit música que és, òbviament, obra d'un home que, per moltes obres que tingui al seu crèdit, és només un tall per sobre de l'aficionat. | » |
| — Críica d'Ernest Newmanper a l'Evening Post. | |   |

Més de trenta anys després, el 1956, el Covent Garden la va estrenar en anglès en una producció que es va anar repetint fins al 1977 dirigida en diverses ocasions per Rafael Kubelik i Charles Mackerras. En l'última d'aquestes representacions, el 1977, va ser amb Jon Vickers com a Laca.
A mitjans dels anys 60, František Jílek, durant molts anys director de l' Òpera Estatal de Brno, va fer el primer intent de recuperar l'òpera original escrita per Janáček i va oferir a la ràdio txeca una representació del final anterior a Kovařovic, juntament amb l'"ària d'explicació" de Kostelnička, eliminada per Janáček en la seva revisió de 1908. Al Liceu es va estrenar el 14 de gener de 1965 dirigida per František Jílek, segurament en la versió esmentada. La representació va produir un veritable impacte. La mezzo Naděžda Kniplová en el paper de Kostelnička i la soprano Libuse Domaniska com a Jenůfa van fer una gran creació dels seus respectius personatges extraordinàriament suggestiva. Al Liceu va tornar el 1990 i el 2005.
Tot i que Janáček va repudiar els canvis fets per Kovařovic, l'òpera es va representar a tot el món en la versió del director, encara hi havia una còpia de la partitura a Brno en què els canvis de Kovařovic eren anotats amb tinta vermella. Així John Tyrrell i Charles Mackerras van poder desfer els canvis i van produir una edició de l'òpera que era fidel a les revisions finals de Janáček just abans de les alteracions de Kovařovic per la seva estrena a Praga. Aquesta versió es la que Mackerras va dirigir el 1981 a Òpera de París i es la que es representa des de llavors i la que va arribar a Brno el 21 de gener de 2004, en el centenari de l'estrena de Brno.

## Argument i anàlisi
Lloc: en una aldea moraviana.
Temps: finals del segle xix.

### Antecedents
Hi ha tres generacions de dones de la família Buryja: l'àvia Buryja (Buryjovka), vídua de l'antic moliner Buryja de Bystranka; la seva nora, la sagristana, o Kostelnička, el nom real de la qual a la història de fons és Petrona Slomková; i la fillastra de la Kostelnička, Jenůfa. La família Buryja és de Bystranka, però l'obra i l'òpera tenen lloc al poble de Veborany, ambdós noms de ficció a la regió de Slovácko, al sud de Moràvia.
L'àvia Buryja i el seu marit moliner havien tingut dos fills barons. El fill gran, Miller, va heretar el molí i es va casar amb una vídua de cognom Klemeň, i van tenir un fill, Števa. També va adoptar el nen de l'anterior matrimoni de la seva dona, Laca. Atès que Laca i Števa tenien la mateixa mare, són germanastres. Encara que Laca és més gran, Števa és l'hereu legítim i únic de totes les propietats de l'àvia Buryja, inclòs el molí. Els pares de Števa i de Laca han mort. El fill petit de l'àvia Buryja es deia Tomáš, i es va casar dues vegades. La primera dona de Tomáš es deia Jenůfa, filla d'un propietari d'un pub, i va morir poc després de donar a llum la seva filla, la Jenůfa protagonista de l'òpera. Després Tomáš es va casar amb Petrona Slomková, la Kostelnička, sagristana de Bystranka. El matrimoni no va ser feliç, ja que en Tomáš era violent, malgastador i un borratxo.
Jenůfa i Kostelnička tenen una relació estreta i amorosa. Jenůfa sempre l'anomena Mamičko, o mama, i la Kostelnička, una dona temorosa però dominant, està molt orgullosa de la seva fillastra. Jenůfa viu sota la seva protecció i treballa al molí ajudant la seva àvia. Jenůfa ha sigut seduïda pel seu cosí germà Števa, un home atractiu, faldiller i descentrat, considerat un bon partit al poble, per ser l'hereu de la propietat. Al contrari, Laca, que sí que està veritablement enamorat de Jenůfa, és un jove sense cap privilegi, que retreu a l'àvia que no li tingui el mateix afecte que a Števa.

### Acte I
Un breu preludi esbossa un decorat rústic i una atmosfera una mica opressiva, en particular mitjançant una nota insistent, repetida pel xilòfon, que significa el moviment constant de la roda. En un apartat molí a les muntanyes habita l'Àvia Buryja amb el seu net Števa i el seu germanastre Laca. La bella Jenůfa, filla adoptiva de la sagristana Kostelnička, resa a la verge perquè el seu estimat Števa no sigui cridat a files. Espera en secret un fill d'ell i les noces és l'única esperança per evitar la deshonra. El silenciós Laca també estima a Jenůfa, sense ser correspost.
Jenůfa entona una pregària dirigida a la Mare de Déu, que acaba en frases d'un to líric, a ritme de dansa i l'Àvia li ho retreu. Laca irromp amb violència per recordar una infància mancada d'afecte i expressar la seva gelosia per Števa. Jano, un jove pastor a qui Jenůfa ha ensenyat a llegir, entra corrent, emocionat perquè finalment ja sap llegir, i Jenůfa li promet portar-li un llibre. La vella Buryja lloa la intel·ligència i el sentit comú de la seva néta. Stárek, el capatàs esmola el ganivet de Laca, el significat del qual expressa un motiu punyent del xilòfon: la futura ferida de Jenůfa. En anunciar que Števa no ha estat reclutat, Laca s'indigna i Jenůfa, l'Àvia i el Capatàs s'alegren. Arriben els reclutes entonant un cant molt popular, procedent de cançons moravianes. Števa, borratxo, s'uneix a la cançó del cor de reclutes, tot i que ell ha escapat a la seva sort. L'ambient es va exaltant cada vegada fins a arribar al crit de Hurra, hurra, hurra! que és interromput pel crit de Jenůfa en ple deliri de Števa. Jenůfa li retreu que estigui novament borratxo i Števa respon ferit en el seu orgull amb un cant a la vegada ebri i vanitós. S'inicia una dansa i Števa canta amb el cor fins que decideix ballar amb Jenůfa. Un crescendo condueix al paroxisme salvatge de l'escena, al compàs de les danses eslaves.

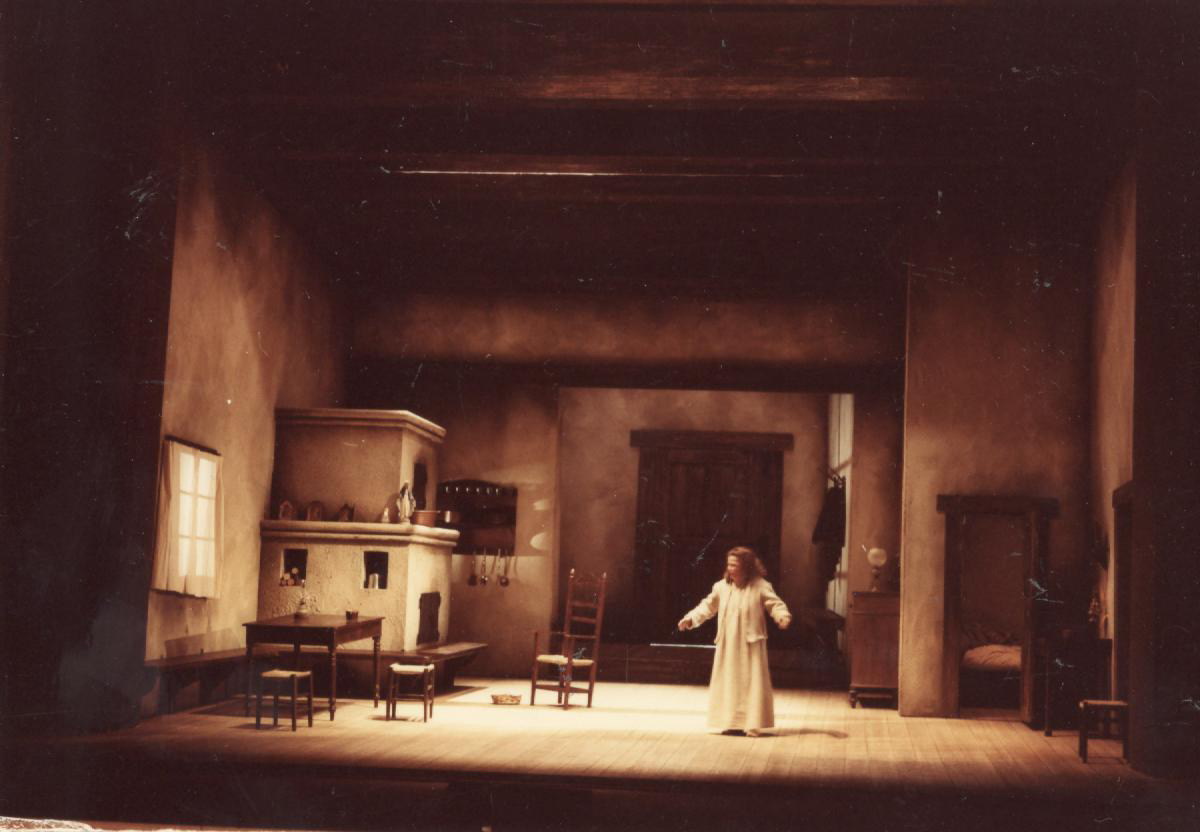
Segona escena

La sagristana Kostelnička interromp l'escena i inicia un llarg monòleg, acompanyat pel lament de l'oboè i del clarinet, sobre el destí tràgic de la família. S'arriba al clímax expressiu d'aquest acte, quan la sagristana exigeix a Števa un any d'abstinència perquè se celebri el casament. La sorpresa genera una sèrie d'intervencions de gran riquesa musical de Jenůfa, Kostelnička, l'Àvia, Laca i els reclutes. Un motiu final, lànguid i resignat que entona l'Àvia, Tota parella ha de forjar-se en el sofriment és desenvolupat després pel Capatàs i per un tutti a cappella en una estilització del conjunt vocal que recorda a alguns Finali de Verdi.
La nota repetida del xilòfon fa de transició a l'escena següent. Jenůfa, amb un cant melodiós i angoixat, li recorda a Števa que han de casar-se per salvar la seva honra. Davant el cant ebri de Števa, Jenůfa amenaça de matar-se, mentre ell assegura en el registre més agut que mai l'abandonarà, encara que només fos per les teves galtes com pomes. Laca es mofa de les pretensions de Števa i, sobre un ritme ostinato i la nota repetida del xilòfon, s'entaula una discussió amb Jenůfa. Quan Laca intenta besar-la i ella es resisteix, aquest perd el judici i clava un tall a la galta de Jenůfa: orquestra i cantants se sumen a una música desencaixada. Laca confessa el seu amor per Jenůfa. Mentre Laca es desespera per aquest acte inconscient i Jenůfa corre cap als braços de la seva àvia, cau el teló davant un convulsiu trémolo de tota l'orquestra.
En el primer acte, un escenari exterior i pintoresc, es poden detectar estructures regulars i repeticions a la manera antiga de les òperes nacionals txeques, però aquest recurs està al servei de la caracterització de determinats personatges i situacions, no com un mer exotisme colorit: el borratxo Števa porta la senzilla melodia folklòrica regular i repetida en diverses ocasions que el mostren tal com és, un home sense compromís i més aviat rutinari.

### Acte II

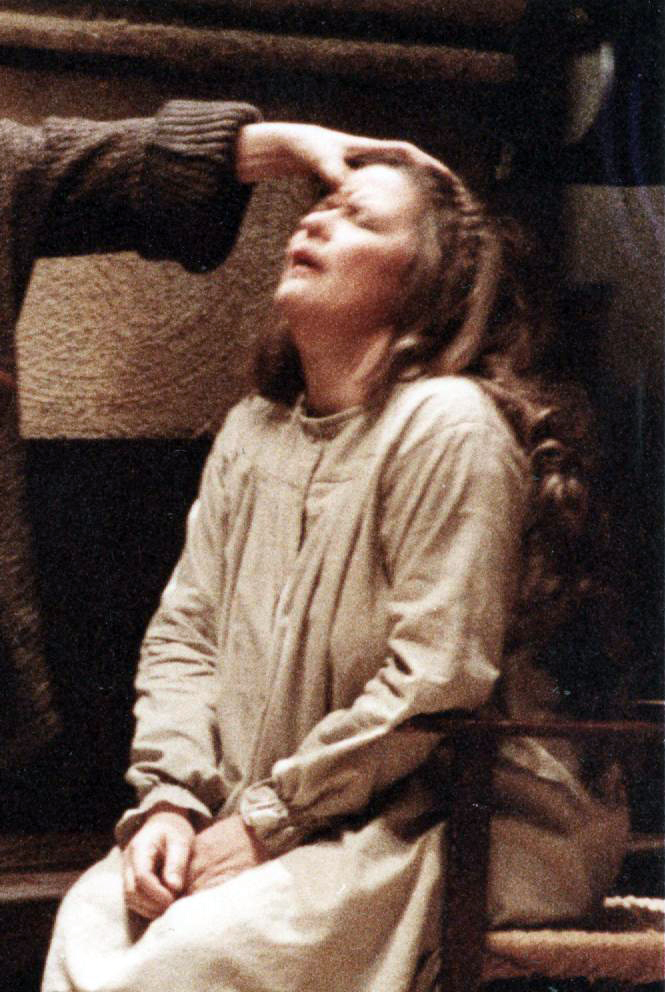
Carmen Lavani com a Jenůfa

Un nou preludi, sobre trèmolos de cordes greus i cops de timbal, dona inici a l'acte. La sagristana ha amagat a Jenůfa a casa després de saber el seu secret, fent veure que la noia està a Viena. El nen ha nascut i ella l'ha batejat.
En un crispat «monòleg interior», Kostelnička manifesta l'infern emocional que li ha provocat el nen. Jenůfa es lliura a un cant tendre i somiador mentre contempla el nadó, acompanyada per trémolos idíl·lics en els violins i suaus melodies de violoncels i clarinets. El duo entre ambdues (sense ser un veritable diàleg) és un dels més bells moments de l'obra: Kostelnička parla de desil·lusió i Jenůfa de la seva debilitat. Jenůfa dorm. Després d'un breu monòleg, en què Kostelnička expressa la seva aversió cap al nen i el desig que mori, apareix Števa. S'estableix un diàleg entre tots dos, a través de diverses atmosferes emocionals: els retrets de Kostelnička, les súpliques d'aquesta (adagi líric i malenconiós, de tons straussians) prostrada de genolls i la negativa de Števa a casar-se amb Jenůfa (orquestra entretallada, staccato). Amb gran estrèpit, Števa expressa la seva por davant de les dues dones i el seu desamor per la cara desfigurada de Jenůfa: anuncia el seu compromís amb Karolka, la filla de l'alcalde, i surt corrent de la casa. Una sonoritat inquietant de l'orquestra anuncia el malson de Jenůfa, mentre un sol lúgubre del clarinet introdueix la premonició de l'infanticidi en el monòleg de la sagristana.
Arriba Laca i Kostelnička li explica la terrible veritat. Laca expressa el desig de romandre al costat de Jenůfa. En un duo d'intensitat pucciniana, on destaca l'oboè, Kostelnička s'inventa que el nen ha mort. De nou sola, la sagristana entona la primera gran ària dramàtica, en ple cor de l'òpera. Una atmosfera de tints wagnerians preludia la seva decisió. Els venjatius trèmolos de l'orquestra semblen ressonar directament al cap de Kostelnička: ella i Jenůfa patirien l'escarni popular per culpa de l'indigne Števa. La sagristana surt amb el nen embolicat en un llençol.

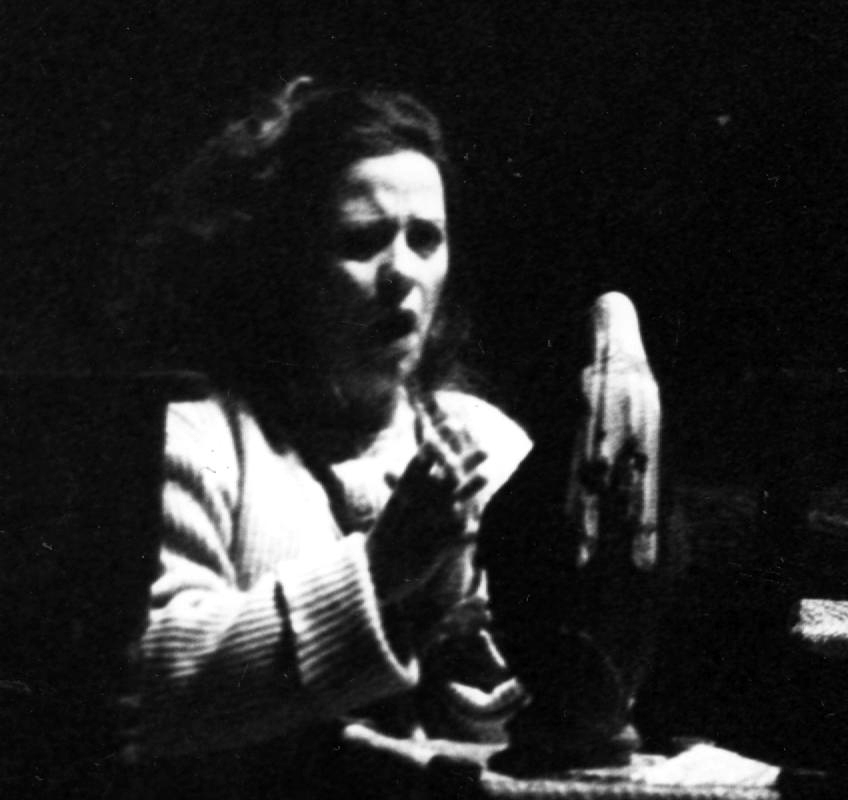
Pregària de Jenůfa

D'una orquestra tempestuosa emergeix la fragilitat d'un violí sol: el nadó que mor i la tristesa de Jenůfa, que en aquest moment desperta i entona l'ària més complexa de l'òpera: primer desconcertada, amb una línia vocal desorientada. El violí entona llavors una cançó de bressol nostàlgica mentre Jenůfa es fa preguntes angoixada. Un ostinato dona pas a al·lucinacions que acaben en un crit desesperat. Finalment, Jenůfa imagina que Kostelnička ha portat el nen al costat del seu pare; un moderato dolç acompanya la seva pregària. Kostelnička torna i li comunica la mort del nadó, li parla de la visita de Števa i del seu compromís amb Karolka. Jenůfa, primer abatuda pel dolor i després sobre acords més assossegats, accepta resignada el seu destí. Torna Laca i s'inicia una conversa amb Jenůfa, en la qual es consolen mútuament. Mentre la sagristana beneeix la seva decisió de casar-se i incrementa les seves malediccions contra Števa, la percussió i les escales cromàtiques descendents de l'orquestra anuncien una tempesta que plana sobre la cabanya, provocant les embogides al·lucinacions de Kostelnička, que creu escoltar els gemecs del nadó. La sagristana declama les últimes paraules: Com si la mort tragués el cap per aquí!, Abans que un violent maestoso tanqui l'acte.
El punt culminant de l'escriptura vocal de Janáček es dona en el segon acte amb la caracterització del personatge de la Sagristana que és, excepte en una escena, protagonista absoluta. El seu progrés psicològic es produeix al llarg dels diferents diàlegs que aquest personatge té amb la seva filla adoptiva Jenůfa, Števa i Laca, fins a arribar al cor de l'acte, el complex monòleg on decideix sacrificar el fill de Jenůfa per salvaguardar l'honor de la seva filla i el mateix com a guardiana de l'Església del llogaret, justificant-se davant Déu encara que sentint la culpa del crim. El segueix el monòleg de Jenůfa, amb violí solista, de marcada expressivitat i que contrasta amb el nou diàleg amb la Sagristana i la notícia del seu nadó mort. En el trio final de l'acte, amb Laca, novament apareix el deliri de culpabilitat de la Sagristana, en un clímax vocal i orquestral.

### Acte III
El tercer acte comença amb un ritme festiu: tot es prepara per al casament de Laca i Jenůfa.
Kostelnička, visiblement inquieta, interromp la lleugeresa de la música. Arriba l'Alcalde amb la seva família i s'inicia un diàleg; Kostelnička entona un lament punyent en què, si bé mostra alegria pel casament, evidencia la seva malaltia i el seu desig de morir. Mentre els convidats contemplen el magnífic dot, Laca lliura a la seva promesa un ram de flors que ha portat en secret. Uns violoncels d'intensitat wagneriana introdueixen el duo d'amor: les reticències que encara mostra Jenůfa són dissipades per un adagio de Laca de ple lirisme. El duo conclou en una atmosfera plena de llum i assossec.
Quan tornen els altres, Barena i altres noies del poble entren amb flors i cintes de colors i inicien una cançó i una dansa populars amb un ritme molt regular per desitjar felicitat a Jenůfa. En una atmosfera etèria creada per l'orquestra amb el més gran refinament instrumental, l'Àvia entona la seva benedicció. Quan Kostelnička procedeix a fer la seva, un ostinato en arpegis descendents introdueix unes veus que des de lluny anuncien l'aparició d'un nadó mort sota el gel. Una voràgine de veus manifesta l'horror. Tots surten, menys Kostelnička, Števa i l'Àvia. Jenůfa reconeix el seu nadó i es lamenta desesperada, mentre Laca tracta de consolar-la. Els habitants del poble amenacen Jenůfa i un tutti del cor, secundat per tots els metalls de l'orquestra, demana que Jenůfa sigui lapidada. La sagristana s'interposa per assumir l'autoria de l'infanticidi i provocar el sobtat silenci de tots. Amb un cant serè i nostàlgic relata el seu crim davant les breus exclamacions del cor, que recorden a les turbes de les Passions de J.S. Bach. Jenůfa, horroritzada pel destí del petit, acaba per perdonar la infortunada sobre acords bucòlics i bonics motius en les fustes que atenuen la tensió viscuda. Kostelnička s'acomiada amb una ària que arriba a un autèntic clímax de noblesa musical: Karolka, veient en Števa al principal culpable del que ha passat, manifesta que mai el prendrà com a espòs. Laca es manté fidel a Jenůfa. L'Alcalde s'emporta a Kostelnička, i Laca i Jenůfa es queden sols.
El número més poètic tanca l'òpera: el duo d'amor. Els arpegis de l'arpa s'uneixen als acords de les violes en un ritme de barcarola. Els violins realitzen un contrapunt oníric, sorgit d'una faula, a la melodia malenconiosa de Jenůfa, que no se sent digna de l'amor de Laca. Aquest sentència: Què més dona el món ...? I Jenůfa reconeix que el seu nou amor està més proper a Déu. Embargada per la noble actitud de Laca i el seu amor impertorbable, veu despertar en ella els mateixos sentiments. L'orquestra pinta l'aurora d'aquest amor mitjançant un tutti majestuós que posa el punt final a l'obra.
El tercer acte enllaça elements extravertits -l'escena de la Camperola, l'Alcalde i la seva dona, la cançó de Barena i les noies- amb la cruesa dels sentiments dels personatges en nou duo entre Jenůfa i Laca d'ombrívola orquestració en les cordes greus, i sobretot l'escena concertant a partir del relat del pastor Jano que ve amb la notícia que han trobat un nadó mort. Un intens crescendo dramàtic es desenvolupa des d'aquest relat fins a l'agitada confessió de la Sagristana, que desemboca en una impactant petició de perdó a la seva filla. El duo final entre Jenůfa i Laca marca la transfiguració d'aquests personatges, víctimes d'una societat opressiva, esperançats en un demà millor, i que són redimits per una de les més belles músiques compostes per Janáček.

## Enregistraments
| Any  | Director           | Jenůfa                | Kostelnička         | Steva                 | Laca               | Orquestra i cor                                                              | Tipus                               | Segell                          | Notes                                        |
| ---- | ------------------ | --------------------- | ------------------- | --------------------- | ------------------ | ---------------------------------------------------------------------------- | ----------------------------------- | ------------------------------- | -------------------------------------------- |
| 1949 | Richard Kraus      | Trude Eipperle        | Margarete Klose     | Julius Katona         | Wilhelm Otto       | Orquestra del Gürzenich de Colònia - Cor de l'Òpera de Colònia               | Disc, en viu                        | Relief                          | En alemany. El 2004 es va reeditar en CD     |
| 1950 | Jaroslav Vogel     | Štěpánka Jelínková    | Marta Krásová       | Ivo Zidek             | Beno Blachut       | Orquestra i Cor del Teatre Nacional de Praga                                 | Disc, d'estudi                      | Supraphon                       | El 2013 es va reeditar en CD                 |
| 1953 | Paul Schmitz       | Trude Eipperle        | Aga Joesten         | Sebastian Feiersinger | Franz Fehringer    | Orquestra i Cor de la Hessischen Rundfunk                                    | Disc, de la ràdio                   | Walhall                         | En alemany. El 2005 es va reeditar en CD     |
| 1960 | Jaroslav Krombholc | Gré Brouwenstijn      | Anny Delorie        | Ivo Zidek             | Jaroslav Kachel    | Orquestra i Cor de la Nederlandische Opera                                   | Disc, en viu                        |                                 |                                              |
| 1964 | Jaroslav Krombholc | Sena Jurinac          | Martha Mödl         | Jean Cox              | Waldemar Kmentt    | Orquestra i Cor de l'Òpera de l'Estat de Viena                               | Disc, en viu                        | Myto                            | En alemany. El 2002 es va reeditar en CD     |
| 1968 | Rafael Kubelik     | Marie Collier         | Astrid Varnay       | John Lanigan          | Richard Cassilly   | Orquestra i Cor del Covent Garden                                            | Casset, en viu                      |                                 | En anglès                                    |
| 1969 | Bohumil Gregor     | Libuše Domanínská     | Naděžda Kniplová    | Ivo Zidek             | Vilém Pribyl       | Orquestra i Cor del Òpera de l'Estat de Viena                                | Disc, d'estudi                      | HMV                             |                                              |
| 1970 | Rafael Kubelik     | Hildegard Hillebrecht | Astrid Varnay       | Jean Cox              | William Cochrane   | Orquestra i Cor de la Bayerischen Rundfunk                                   | Disc, en viu                        | Myto                            | En alemany. El 1990 es va reeditar en CD     |
| 1972 | János Kulka        | Sena Jurinac          | Astrid Varnay       | Jean Cox              | William Cochrane   | Orquestra i Cor del Òpera de l'Estat de Viena                                | Disc, en viu                        | Estro Armonico                  |                                              |
| 1974 | John Nelson        | Teresa Kubiak         | Astrid Varnay       | William Lewis         | Jon Vickers        | Orquestra i Cor de la Metropolitan Opera                                     | CD, en viu                          | Omega Opera Archive             | En anglès                                    |
| 1974 | Jerzy Semkow       | Grace Bumbry          | Magda Olivero       | Renato Cioni          | Robleto Merolla    | Orquestra i Cor del Teatro alla Scala                                        | Disc, en viu                        | Morgan                          | En italià, el 1996 Myto el va reeditar en CD |
| 1978 | František Jílek    | Gabriela Beňačková    | Naděžda Kniplová    | Vladimir Krejcik      | Vilém Pribyl       | Orquestra i Cor de l'Òpera Janáček de Brno                                   | Disc, d'estudi                      | Supraphon                       | El 2006 es va reeditar en CD                 |
| 1980 | Berislav Klobučar  | Gabriela Beňačková    | Ludmila Dvořáková   | Jaroslav Kachel       | Wieslaw Ochman     | Orquestra de la Suisse Romande i Cor del Grand Théâtre de Genève             | Magnetòfon de bobina oberta, en viu |                                 |                                              |
| 1980 | Charles Mackerras  | Rachel Yakar          | Nadine Denize       | Jean Dupouy           | Guy Chauvet        | Orquestra i Cor de la Opéra National de Paris                                | Vídeo VHS, en viu                   | Lyric Distribution Incorporated | En francès                                   |
| 1980 | Albert Rosen       | Elisabeth Söderström  | Sena Jurinac        | William Lewis         | Allen Cathcart     | Orquestra i Cor de la San Francisco Opera                                    | CD, en viu                          |                                 |                                              |
| 1982 | Charles Mackerras  | Elisabeth Söderström  | Eva Randová         | Peter Dvorsky         | Wieslaw Ochman     | Orquestra de la Wiener Philharmoniker i Cor de la Wiener Staatsoper          | Disc, d'estudi                      | Decca                           |                                              |
| 1985 | Stuart Challender  | Lone Koppel           | Leonie Rysanek      | Robert Gard           | Ronald Stevens     | Orquestra i Cor de l'Australian Opera                                        | CD, en viu                          | Celestial Audio                 | En anglès                                    |
| 1987 | František Jílek    | Magdaléna Hajóssyová  | Elena Kittnarová    | Jozef Kundlák         | Frantisek Livora   | Orquestra Simfònica de la Ràdio Bratislava i Cor del Teatre Nacional Eslovac | CD, de la ràdio                     |                                 |                                              |
| 1988 | Eve Queler         | Gabriela Beňačková    | Leonie Rysanek      | Peter Kazaras         | Wieslaw Ochman     | Orquestra i Cor de l'Òpera de Nova York                                      | CD, en viu                          | BIS                             |                                              |
| 1989 | Andrew Davis       | Roberta Alexander     | Anja Silja          | Mark Baker            | Philip Langridge   | London Philharmonic Orchestra i Cor del Festival de Glyndebourne             | Laserdisc, vídeo en viu             | BMG                             |                                              |
| 1990 | Rudolf Krečmer     | Linda Plech           | Leonie Rysanek      | Peter Straka          | Jan Blinkhof       | Orquestra i Cor del Gran Teatre del Liceu                                    | DVD, en viu                         | Encore                          |                                              |
| 1993 | Berislav Klobučar  | Renée Fleming         | Marilyn Zschau      | Allan Glassman        | John Baker         | Orquestra i Cor de la Dallas Civic Opera                                     | CD, en viu                          | House of Opera                  | En anglès                                    |
| 1994 | Mario Perusso      | Ashley Putnam         | Eva Randová         | Miroslav Kopp         | Wieslaw Ochman     | Orquestra i Cor del Teatro Colón (Buenos Aires)                              | Vídeo VHS, en viu                   | Lyric Distribution Incorporated |                                              |
| 1996 | Wolfgang Rennert   | Eva Johansson         | Gwyneth Jones       | Albert Bonnema        | Roland Wagenführer | Orquestra i Cor del Dresdner Staatskapelle                                   | CD, en viu                          | Premiere Opera                  | En alemany                                   |
| 1997 | Jiří Bělohlávek    | Helena Kaupová        | Eva Urbanová        | Ludovít Ludha         | Jan Vacik          | Orquestra i Cor del Teatre Nacional de Praga                                 | DVD, en viu                         | House of Opera                  |                                              |
| 2001 | Bernard Haitink    | Karita Mattila        | Anja Silja          | Jerry Hadley          | Jorma Silvasti     | Orquestra i Cor del Covent Garden                                            | CD, en viu                          | Erato Records                   |                                              |
| 2003 | Charles Mackerras  | Janice Watson         | Josephine Barstow   | Peter Wedd            | Nigel Robson       | Orquestra i Cor de la Welsh National Opera                                   | CD, en viu                          | Chandos                         | En anglès                                    |
| 2005 | Jiří Kout          | Jitka Svobodova       | Eva Urbanová        | Ales Briscein         | Tomás Cerny        | Orquestra i Cor del Teatre Nacional de Praga                                 | CD, en viu                          | Teatre Nacional de Praga        |                                              |
| 2005 | Simon Rattle       | Karita Mattila        | Deborah Polaski     | Kurt Streit           | Stefan Margita     | Orquestra Filharmònica de Berlín i Cor del Rundfunkchor Berlin               | CD, en viu                          | Premiere Opera                  |                                              |
| 2005 | Peter Schneider    | Nina Stemme           | Éva Marton          | Pär Lindskog          | Jorma Silvasti     | Orquestra i Cor del Gran Teatre del Liceu                                    | DVD, en viu                         | TDK                             |                                              |
| 2006 | Daniel Harding     | Eva-Maria Westbroek   | Anja Silja          | Christopher Ventris   | Kurt Streit        | Orquestra i Cor de la Chicago Symphony Orchestra                             | CD, en viu                          | Premiere Opera                  |                                              |
| 2007 | Jiří Bělohlávek    | Patricia Racette      | Catherine Malfitano | Ray Very              | Kim Begley         | Orquestra i Cor de la Washington National Opera                              | CD, en viu                          | Premiere Opera                  |                                              |
| 2008 | Ivor Bolton        | Amanda Roocroft       | Deborah Polaski     | Nikolai Schukoff      | Miroslav Dvorsky   | Orquestra i Cor de la Teatro Real de Madrid                                  | CD, en viu                          | Opus Arte                       |                                              |
| 2011 | Marko Ivanović     | Erika Sunnegårdh      | Gitta-Maria Sjöberg | Joachim Bäckström     | Daniel Frank       | Orquestra i Cor de l'Òpera de Malmö                                          | DVD, en viu                         | Arthaus Musik                   |                                              |
| 2012 | Bernard Haitink    | Karita Mattila        | Anja Silja          | Jorma Silvasti        | Jerry Hadley       | Orquestra i Cor de la Covent Garden Royal Opera House                        | CD, en viu                          |                                 |                                              |
| 2014 | Donald Runnicles   | Michaela Kaune        | Jennifer Larmore    | Ladislav Elgr         | Will Hartmann      | Orquestra i Cor de la Deutsche Oper Berlin                                   | DVD, en viu                         | Arthaus Musik                   |                                              |
| 2015 | Dirk Kaftan        | Gal James             | Iris Vermillion     | Taylan Reinhard       | Ales Briscein      | Orquestra Filharmònica de Graz i Cor de l'Òpera de Graz                      | CD, en viu                          | Oehms Classics                  |                                              |